# Cyclophora ariadne
Cyclophora ariadne là một loài bướm đêm trong họ Geometridae.